# ایرما تستا
ایرما تستا (انگلیسی: Irma Testa؛ زادهٔ ۲۸ دسامبر ۱۹۹۷) بوکسور زن اهل ایتالیا است.